# Michal Breznaník
Michal Breznaník (* 16. prosince 1985 Revúca, Československo) je slovenský fotbalový záložník a bývalý reprezentant, od července 2016 působící v klubu FO ŽP Šport Podbrezová. Mimo Slovensko působil na klubové úrovni v Česku a Rusku. Mezi jeho přednosti patří rychlost, technika, síla a dynamika. V mládí hrával nohejbal, díky čemuž má větší kloubní rozsah a nedělají mu potíže ani různé krkolomné akrobatické střely (nůžky apod.).

## Klubová kariéra
S fotbalem začínal v klubu MFK Revúca , kde prošel všechny mládežnické kategorie. Jako dorostenec už působil ve FO ŽP ŠPORT Podbrezová.

### ŠK Slovan Bratislava
V roce 2007 přestoupil do Slovanu Bratislava, se kterým vyhrál ligový titul (2008/09) i slovenský fotbalový pohár (2009/10).
Na začátku sezóny 2010/11 se v srpnovém utkání 4. předkola Evropské ligy 2010/11 nechal zbytečné vyloučit (v 60. minutě zápasu poté, co dal po ostrém souboji "hlavičku" hráči soupeře) proti německému VfB Stuttgart, kdy Slovan Bratislava ztratil výhodně rozehraný zápas (z vedení 2:0 po Breznaníkově vyloučení konečná remíza 2:2 venku) a následně postup do základní skupiny Evropské ligy 2010/11 (domácí prohra 0:1). Dostal od klubu pokutu a byl přeřazen do B-týmu. V ročníku 2010/11 se částečně podílel na zisku titulu.

### FC Slovan Liberec
V září 2010 byl prodán do Slovanu Liberec jako nepotřebný hráč. Tento přestup však změnil jeho kariéru a v Liberci se vypracoval mezi přední hráče české ligy. V sezóně 2011/12 po podzimu soutěže měl průměr 0,5 gólu na zápas, což je na záložníka skvělá bilance. Ve stejné sezóně pomohl dvanácti góly a velkým počtem asistencí Slovanu Liberec k titulu, po Jiřím Štajnerovi byl druhým nejlepším střelcem klubu.
V domácím zápase předkola play-off Evropské ligy 2012/13 23. srpna 2012 svým gólem pomohl k remíze 2:2 proti ukrajinskému týmu Dněpr Dněpropetrovsk. Breznaník v 62. minutě snižoval na průběžných 1:2. Odvetu 30. srpna na Ukrajině Slovan prohrál 2:4 a do skupinové fáze Evropské ligy se nekvalifikoval. Michal se jednou gólově prosadil i v tomto utkání.
Jeho snem byl přestup do Ruska, konkrétně do týmu FK Anži Machačkala, tehdy nejbohatšího celku ruské ligy.

### FK Amkar Perm
Touha přestoupit do Ruska se mu splnila, v září 2012 odešel do ruského klubu FK Amkar Perm, kde podepsal smlouvu do roku 2015. Stal se tak spoluhráčem dalšího slovenského reprezentanta Martina Jakubka.
V sezoně 2013/14 hrál pouze do 17. srpna 2013, poté jej stíhaly potíže s levým ramenem. V lednu 2014 se podrobil vyšetření, které potvrdilo nutnost operace. Začátkem března 2014 s ním klub rozvázal smlouvu, Breznaník se stal volným hráčem.

### AC Sparta Praha
V dubnu 2014 se dohodl na tříleté smlouvě s AC Sparta Praha. První soutěžní zápas za Spartu absolvoval 18. července 2014 v Superpoháru FAČR proti týmu FC Viktoria Plzeň (výhra 3:0), v utkání vstřelil závěrečnou branku na konci zápasu. Se Spartou si zahrál v Evropské lize 2014/15.

### FC Slovan Liberec (hostování)
V únoru 2015 odešel ze Sparty na hostování do severočeského klubu FC Slovan Liberec (tou dobou 15. týmu ligové tabulky), kde zažil v minulosti úspěšné období své kariéry. Měl přispět v boji o záchranu v nejvyšší soutěži. Ta se zdařila. S týmem navíc vybojoval triumf v českém poháru.

### FK Dukla Praha (hostování)
V únoru 2016 odešel ze Sparty na další hostování do konce sezóny 2015/16 s opcí na trvalý přestup do týmu městského rivala FK Dukla Praha.

### FO ŽP ŠPORT Podbrezová
Před sezonou 2016/17 se vrátil do klubu FO ŽP ŠPORT Podbrezová, kde podepsal dvouletý kontrakt.

## Reprezentační kariéra
Svůj reprezentační debut v A-mužstvu Slovenska absolvoval 29. února 2012 v přátelském utkání proti Turecku (Slovensko vyhrálo v Turecku 2:1), v 61. minutě vystřídal na hřišti střelce druhého slovenského gólu Miroslava Stocha.
V srpnu 2013 jej povolal nový trenér Slovenska Ján Kozák k přátelskému střetnutí s domácím Rumunskem (14. srpna, remíza 1:1).

### Reprezentační zápasy
Zápasy Michala Breznaníka za A-mužstvo Slovenska
| Rok    | Zápasy | Góly |
| ------ | ------ | ---- |
| 2012   | 8      | 0    |
| 2013   | 1      | 0    |
| 2014   | 1      | 0    |
| Celkem | 10     | 0    |